# U-Bahnhof Langwasser Nord
Der U-Bahnhof Langwasser Nord (Abkürzung: LN) ist der 5. U-Bahnhof der Nürnberger U-Bahn und wurde am 1. März 1972 eröffnet. Er ist 709 m vom U-Bahnhof Messe und 547 m vom U-Bahnhof Scharfreiterring entfernt und wird von der Linie U1 bedient. Der U-Bahnhof ist nach seiner Lage am nördlichen Rand des Nürnberger Stadtteils Langwasser benannt. Täglich wird er von rund 9.600 Fahrgästen genutzt (Mo–Fr, 2019).

## Lage

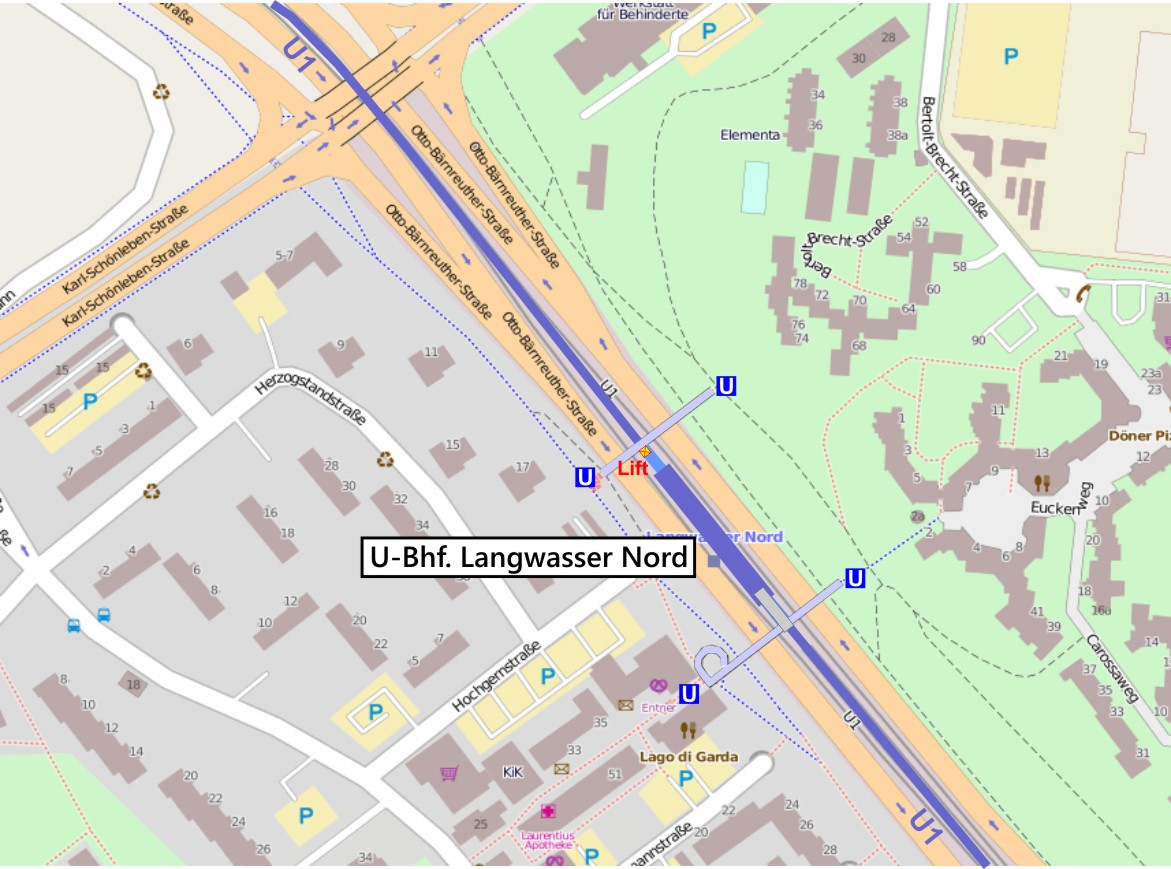
Lageplan U-Bahnhof Langwasser/Nord

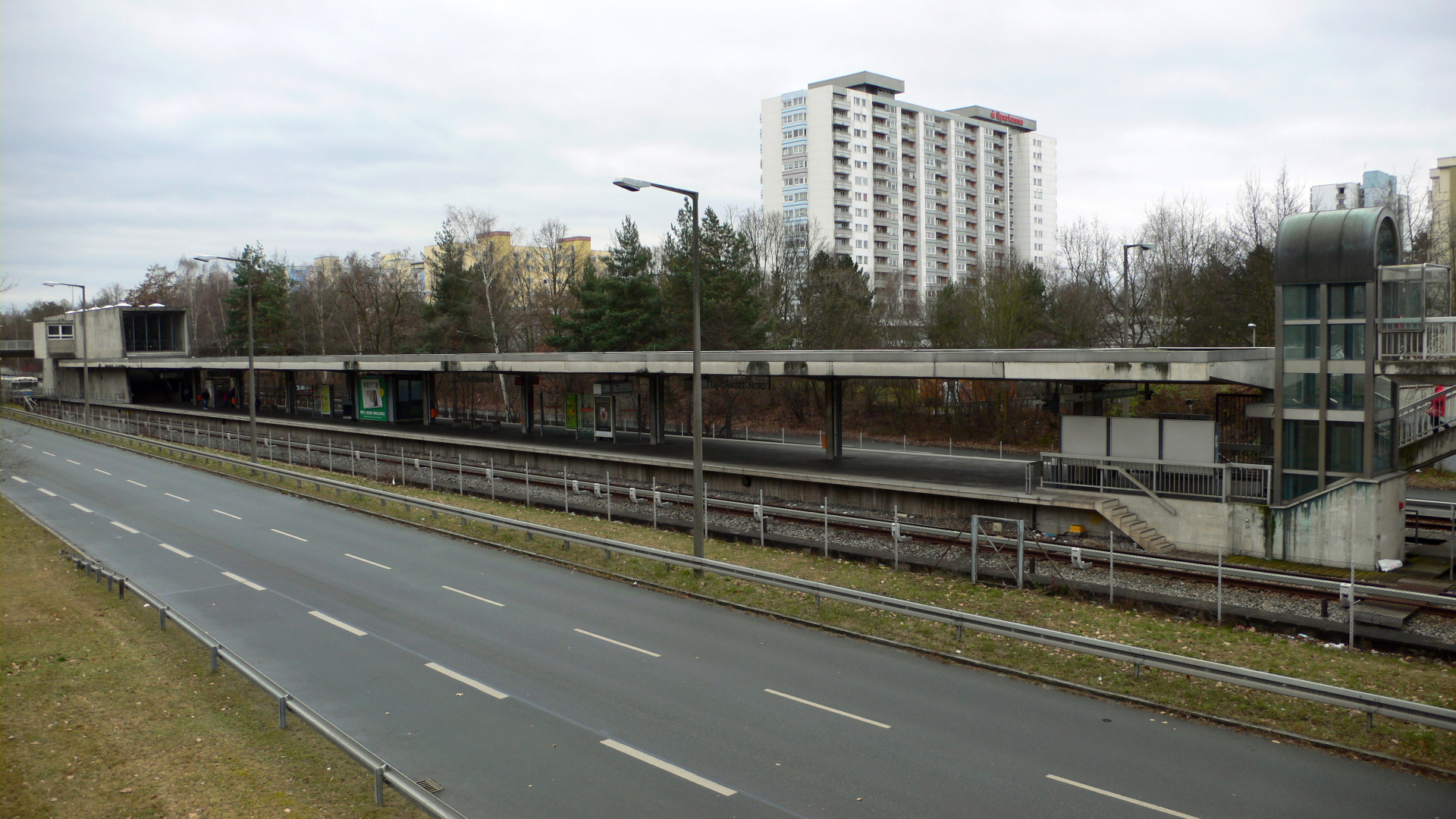
Außenansicht

Der Bahnhof liegt im Nürnberger Stadtteil Langwasser oberirdisch inmitten der Otto-Bärnreuther-Straße. Von beiden Bahnsteigköpfen führen je ein Aufgang zu einem Fußgängersteg und von dort aus zu den Wohngebieten beidseits der Otto-Bärnreuther-Straße. Der Aufzug verbindet den Bahnsteig mit dem nordwestlichen Fußgängersteg.
Zum Einzugsgebiet des Bahnhofs gehören die Bertolt-Brecht-Schule im Nordosten und das Stadtteileinkaufszentrum an der Wettersteinstraße südwestlich, jeweils mit den angrenzenden Wohngebieten.

## Bauwerk und Architektur
Die Bauarbeiten für das 135 m lange Bahnhofsbauwerk begannen 1967. Der Nordwestaufgang und der Aufzug wurden im Jahre 1983 nachträglich errichtet.
Der Bahnsteig wurde im Stil der 1960er mit unverkleidetem Sichtbeton erstellt, das Bahnsteigdach wird von zehn Stützen getragen.

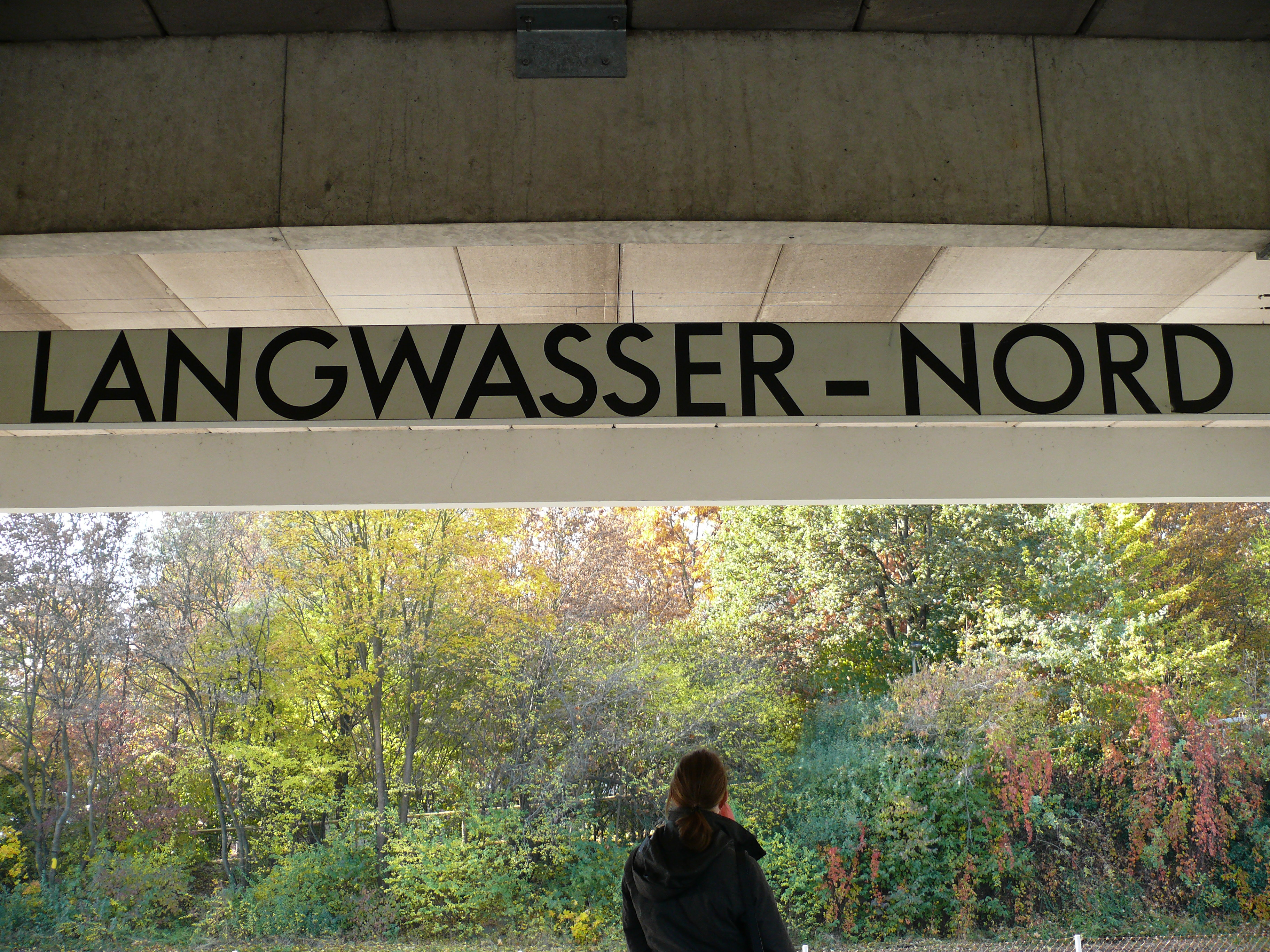
Stationsname
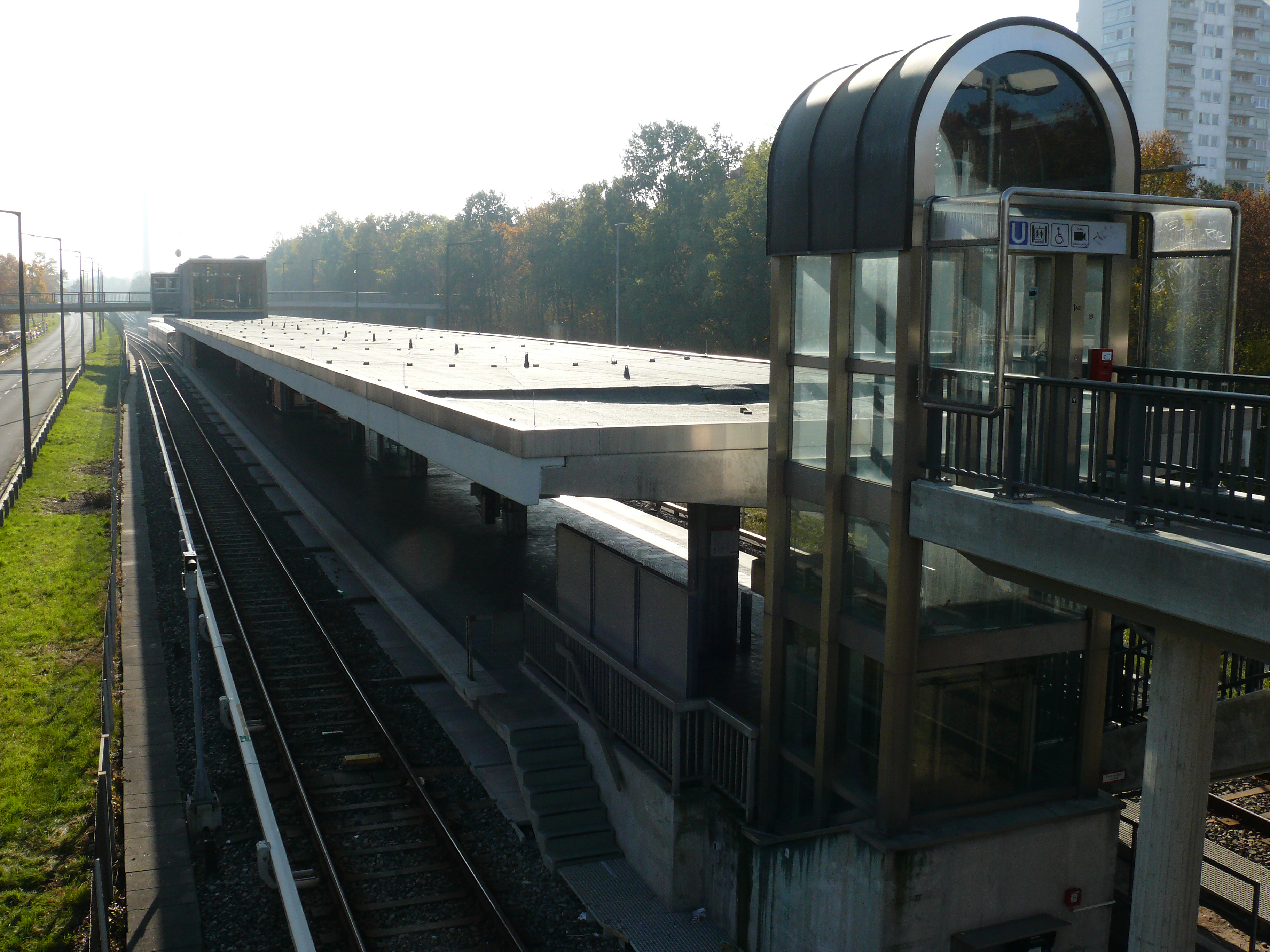
Ostansicht
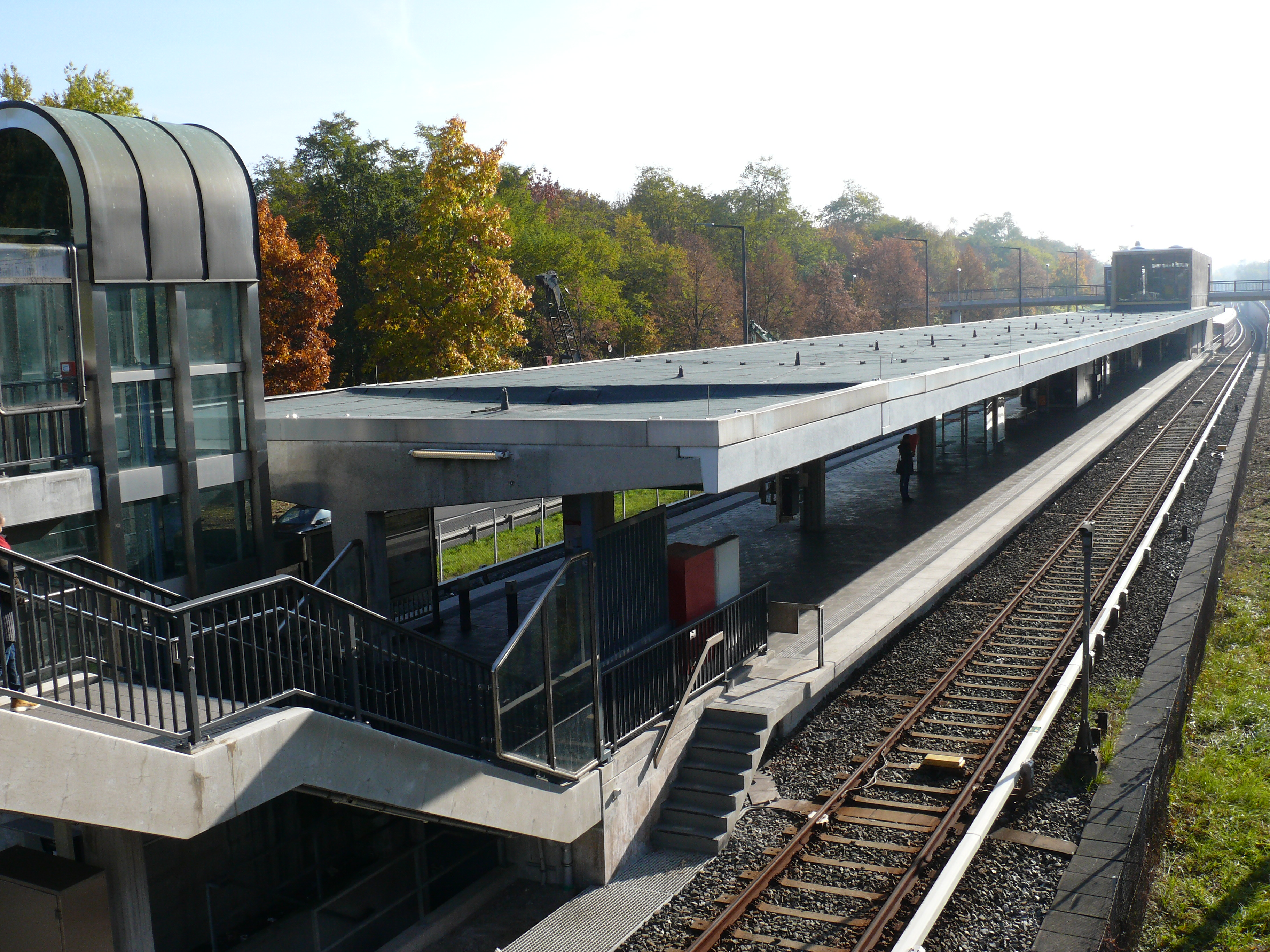
Westansicht
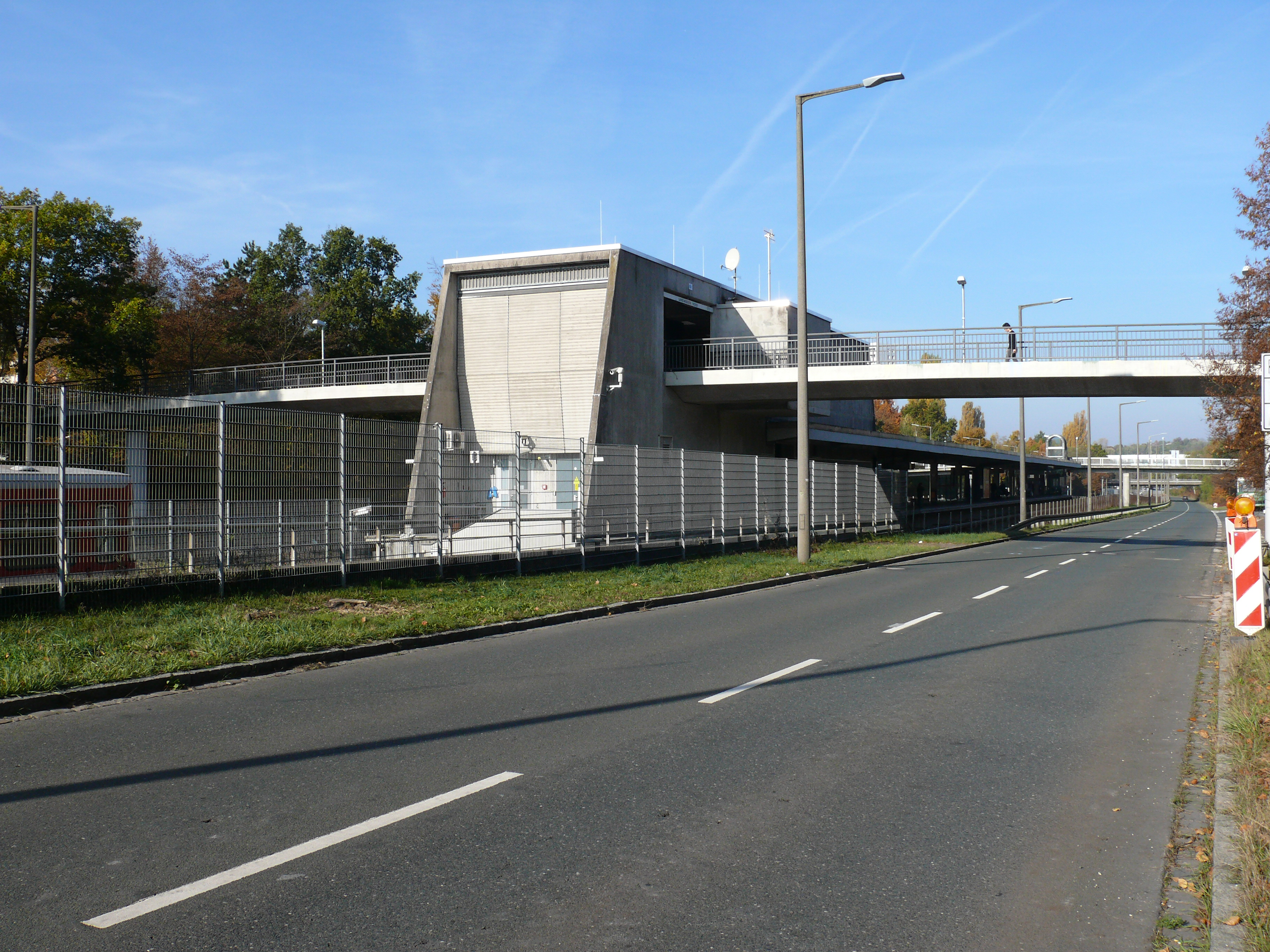
Außenansicht auf Straßenebene
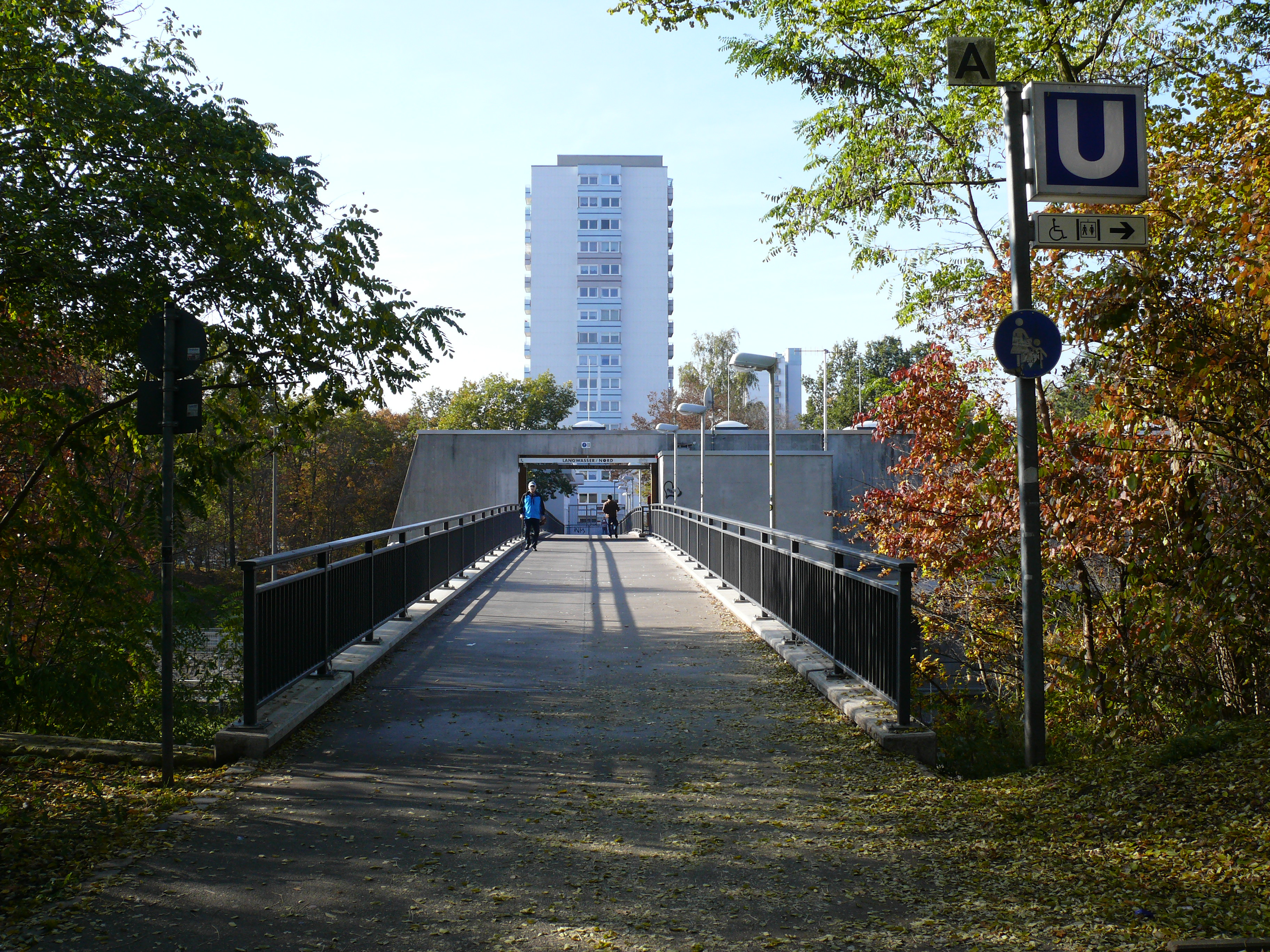
Zugang zur Verteilerbrücke
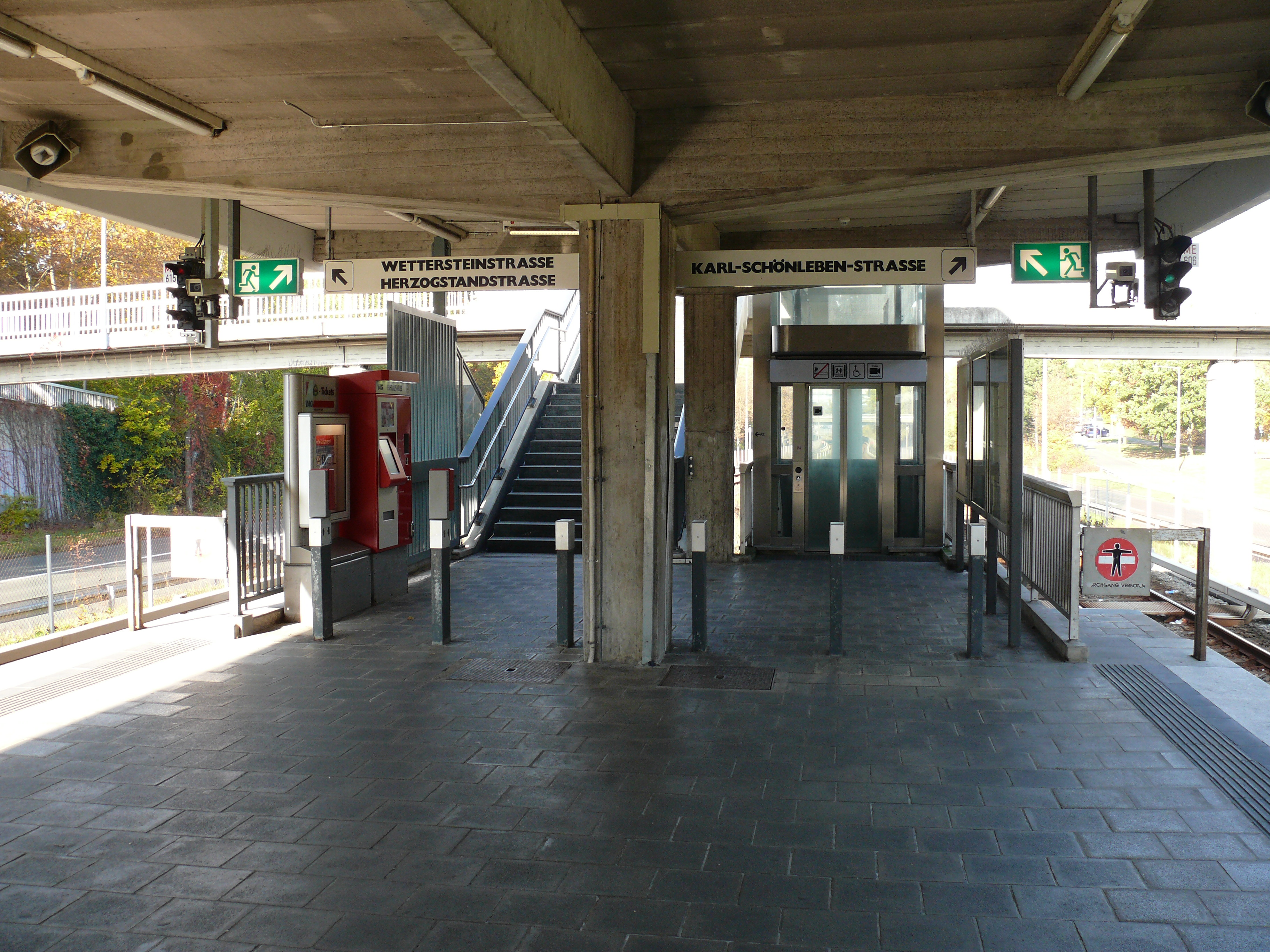
Nordwestaufgang zur Verteilerbrücke
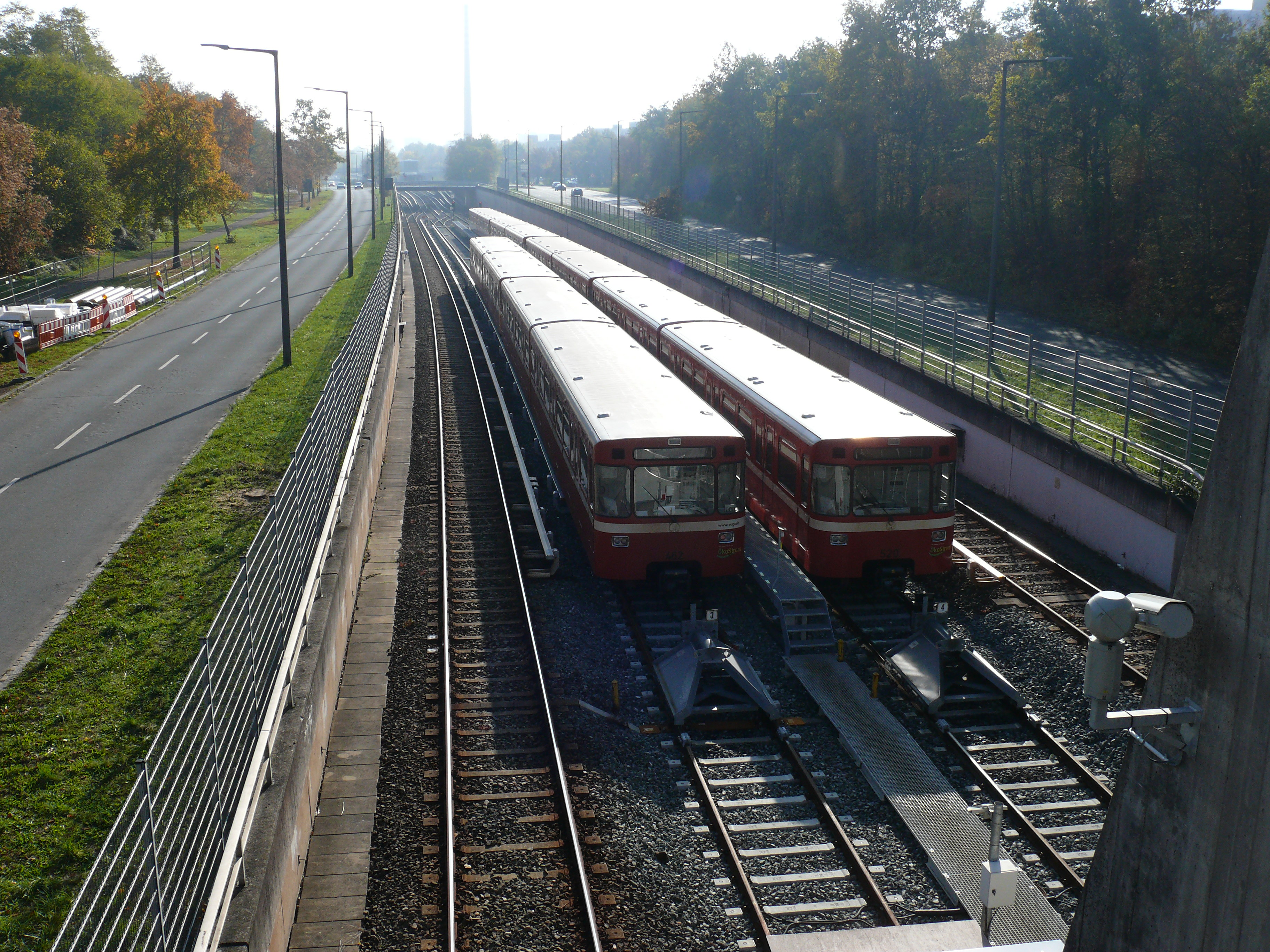
Abstellgleise nebenan

## Linien
| Linie | Verlauf | Takt |
| ----- | --- | --- |
| U1    | Langwasser Süd – Gemeinschaftshaus – Langwasser Mitte – Scharfreiterring – Langwasser Nord – Messe – Bauernfeindstraße – Hasenbuck – Frankenstraße – Maffeiplatz – Aufseßplatz – Hauptbahnhof – Lorenzkirche – Weißer Turm – Plärrer – Gostenhof – Bärenschanze – Maximilianstraße – Eberhardshof – Muggenhof – Stadtgrenze – Jakobinenstraße – Fürth Hauptbahnhof – Rathaus – Stadthalle – Klinikum – Hardhöhe Stand: Fahrplanwechsel Dezember 2023 | 5–7 min (montags–freitags) 3–4 min (Langwasser–Eberhardshof an Schultagen) 6–7 min (samstags) 10 min (sonn-/feiertags) |

Der Bahnhof wird von der Linie U1 bedient. Am Wochenende und vor Feiertagen wird die gleichnamige Bushaltestelle auch von der Nachtbuslinie N4 angefahren.